# Lepthyphantes corfuensis
Lepthyphantes corfuensis là một loài nhện trong họ Linyphiidae.
Loài này thuộc chi Lepthyphantes. Lepthyphantes corfuensis được Jörg Wunderlich miêu tả năm 1995.